# Рогна (Росія)
Ро́гна (рос. Рогна) — селище у складі Верховазького району Вологодської області, Росія. Входить до складу Колензького сільського поселення.

## Населення
Населення — 257 осіб (2010; 410 у 2002).
Національний склад (станом на 2002 рік):
- росіяни — 97 %